# George Rex Graham

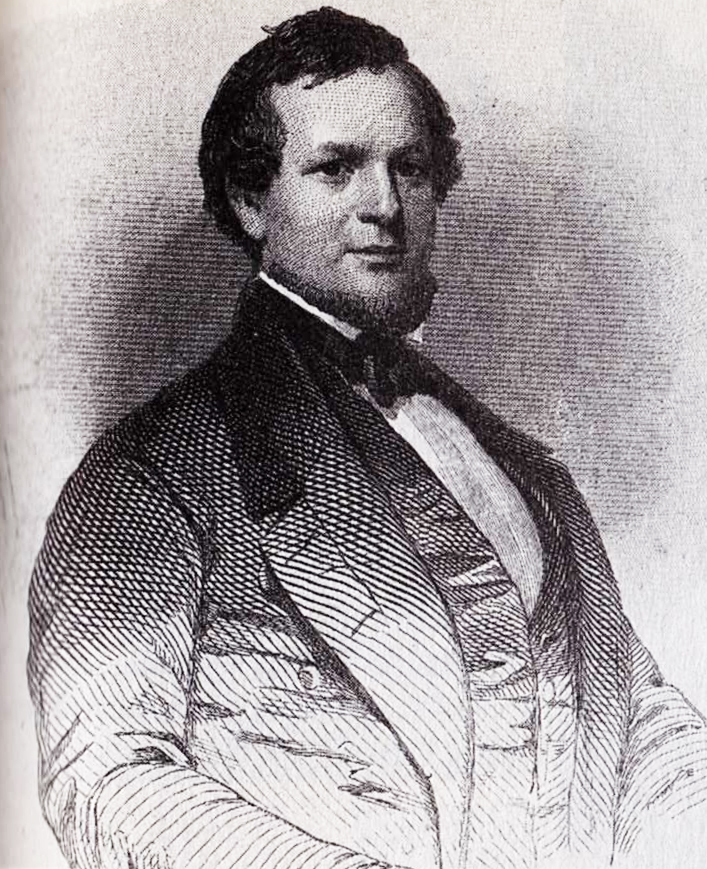
El editor George R. Graham.

George Rex Graham (18 de enero de 1813 - 13 de julio de 1894) fue un periodista, editor y empresario editorial estadounidense, de la ciudad de Filadelfia, en el Estado de Pensilvania. Fundó la revista Graham's Magazine a la edad de 27 años, a partir de otras dos publicaciones: Burton's Gentleman's Magazine y Atkinson's Casket. Su revista fue popular entre el público lector y era conocido por su generosidad con sus colaboradores.
Graham trabajó con notables figuras literarias como Edgar Allan Poe y Rufus Wilmot Griswold, y posiblemente provocó la enemistad entre ambos. Después de la muerte de Poe, Graham lo defendió de las acusaciones y la difamación lanzadas por Griswold.

## Vida y actividades
Graham nació el 18 de enero de 1813; su padre era un comerciante marítimo que había perdido gran parte de su dinero a principios del siglo XIX. Graham fue criado por su tío materno homónimo, George Rex, un agricultor de Montgomery County, Pensilvania. A los diecinueve años, Graham se convirtió en aprendiz de ebanista, antes de tomar la decisión de estudiar leyes. Tras ser admitido en el colegio de abogados en 1839, Graham se interesó por el negocio editorial, en un momento en que Filadelfia competía con Nueva York como líder en la industria de libros y periódicos del país.

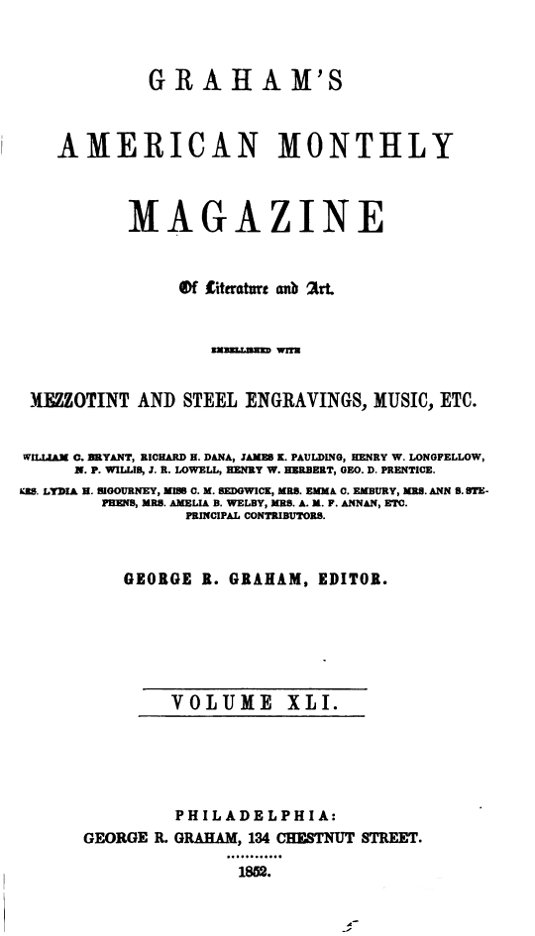
Portada de un número de 1852 de la Graham's Magazine.

### Carrera editorial
Graham comenzó su labor editorial como editor de The Saturday Evening Post. Su propietario, Samuel C. Atkinson, anunció el 9 de noviembre de 1839 que había vendido el Post a Graham y John S. Du Solle. Graham, más tarde, se convirtió en el propietario de otra publicación: Atkinson's Casket. Y a la edad de 27 años, en diciembre de 1840, fundió esta última con la Burton's Gentleman's Magazine, lo que dio lugar a la luego muy conocida Graham's Magazine. El Burton's contaba con 3.500 suscriptores, con lo que su lista total, sumados los 1.500 del Casket, ascendía a 5.000. En su primer año, ese número aumentó a 25.000. El éxito se debió en parte a la voluntad de Graham de incluir grabados e ilustraciones nuevas en momentos en que la mayoría de las publicaciones mensuales aprovechaban las placas usadas de otras revistas. Por otra parte, era fama que pagaba espléndidamente a sus escritores. De hecho, en pocos años consiguió que la llamada "página de Graham" constituyese el nuevo estándar de pago por el trabajo periodístico.
El escritor romántico Edgar Allan Poe fue contratado como editor y escritor en febrero de 1841. Graham aceptó ayudar a Poe en su plan de creación de un nuevo periódico, The Stylus, a condición de que el bostoniano trabajase para él durante seis meses. En general, mientras trabajaron juntos, Poe y Graham se llevaron muy bien. Poe cobraba 800 dólares anuales, mientras que Graham se jactaba de ganar 25.000. Poe consideraba originalmente este salario "generoso", pero más tarde se refirió al mismo como "insípido" en comparación con las ganancias de Graham. La Graham's Magazine fue la primera en publicar muchas de las obras de Poe, incluyendo "Los crímenes de la calle Morgue" y "El coloquio de Monos y Una". Poe dejó la revista en abril de 1842.
Graham contrataría a Rufus Wilmot Griswold, rival de Poe, al abandonar este la revista. A Griswold se le pagaba un sueldo de 1000 dólares por año, más de lo que se había pagado Poe, lo que transmitió un poco de veneno adicional a la animosidad entre los dos hombres. En favor de Griswold puede citarse su contratación del famoso poeta Henry Wadsworth Longfellow para escribir en exclusiva en Graham's durante un tiempo.
Al parecer, Poe había ofrecido la primera publicación de "El cuervo" a Graham, quien se negó. Pero pudo haber ayudado a Poe con quince dólares. Graham se resarció más tarde publicando el importante ensayo de Poe titulado "Filosofía de la composición" en que el poeta se explayaba sobre sus principales ideas sobre temas de inspiración y estilística.
Tras la muerte de Poe, Graham lo defendió contra críticos póstumos como Griswold. En marzo de 1850, publicó en su revista una "Defensa de Poe" y, cuatro años más tarde, en febrero de 1854, "The Genius and Characteristics of the Late Edgar Allan Poe" ["Genio y peculiaridades del difunto Edgar Allan Poe"].
En la revista de Graham trabajaron muchos otros autores notables, como William Cullen Bryant, James Fenimore Cooper, Nathaniel Hawthorne, James Russell Lowell, etc.
Graham decidió invertir en cobre, lo que le acarrearía graves dificultades financieras. En 1848, vendió su revista a Samuel Dewee Patterson, aunque conservó el título de editor. Un año más tarde, el artista John Sartain, cuyos grabados se habían convertido en atractivo importante de la Graham's, dejó su puesto para fundar su propio diario: Sartain's Union Magazine. En 1850, Graham recompró su parte de la revista con ayuda de simpatizantes y amigos. Sin embargo, la competencia con la Harper's Magazine, así como la no existencia de una legislación de copyright internacional, causaron caídas significativas en las suscripciones. Charles Godfrey Leland se hizo cargo de la revista cuando Graham la abandonó, en 1853 o 1854.
La Graham's Magazine dejó de publicarse definitivamente en 1858.

### Últimos años
A la edad de 70 años, Graham perdió la vista, aunque la recuperó parcialmente tras ser operado. Fue asistido financieramente por el editor George William Childs, antes de morir el 13 de julio de 1894, en un hospital de Orange, Nueva Jersey. Fue enterrado en el cementerio de Laurel Hill, en Filadelfia.